# وادي بنوت (ثمريت)
وادي بنوت منطقة سكنية تقع في ولاية ثمريت، التابعة لمحافظة ظفار في سلطنة عمان. يقدر عدد سكانها بـ 1731 نسمة حسب إحصاء عام 2010 التابع للمركز الوطني للإحصاء والمعلومات الحكومي. رمز المنطقة هو 20510690.

## الوصلات الخارجية
- المركز الوطني للإحصاء والمعلومات، سلطنة عمان